# Internationaal Verdrag van Torremolinos voor de beveiliging van vissersvaartuigen
Het Internationaal Verdrag van Torremolinos voor de beveiliging van vissersvaartuigen (Torremolinos International Convention for the Safety of Fishing Vessels, SFV-verdrag) is een internationaal verdrag uit 1977 van de Internationale Maritieme Organisatie dat veiligheidsmaatregelen voor de bouw en uitrusting van nieuwe vissersvaartuigen groter dan 24 meter. In de jaren 1980 bleek dat dit verdrag onvoldoende steun kreeg en werd een nieuw protocol geschreven, het Torremolinosprotocol van 1993 (SFV PROT). Ook dit is nog niet in werking getreden.